# Itupiranga (kommun)
Itupiranga är en kommun i Brasilien.   Den ligger i delstaten Pará, i den centrala delen av landet, 1 200 km norr om huvudstaden Brasília. Antalet invånare är 51 258.
Följande samhällen finns i Itupiranga:
- Itupiranga

Omgivningarna runt Itupiranga är huvudsakligen savann. Runt Itupiranga är det glesbefolkat, med 8 invånare per kvadratkilometer.